# Вила Бачиле (Кјети)
Вила Бачиле је насеље у Италији у округу Кјети, региону Абруцо.
Према процени из 2011. у насељу је живело 60 становника. Насеље се налази на надморској висини од 214 м.